# Batalion ON „Gdynia II”

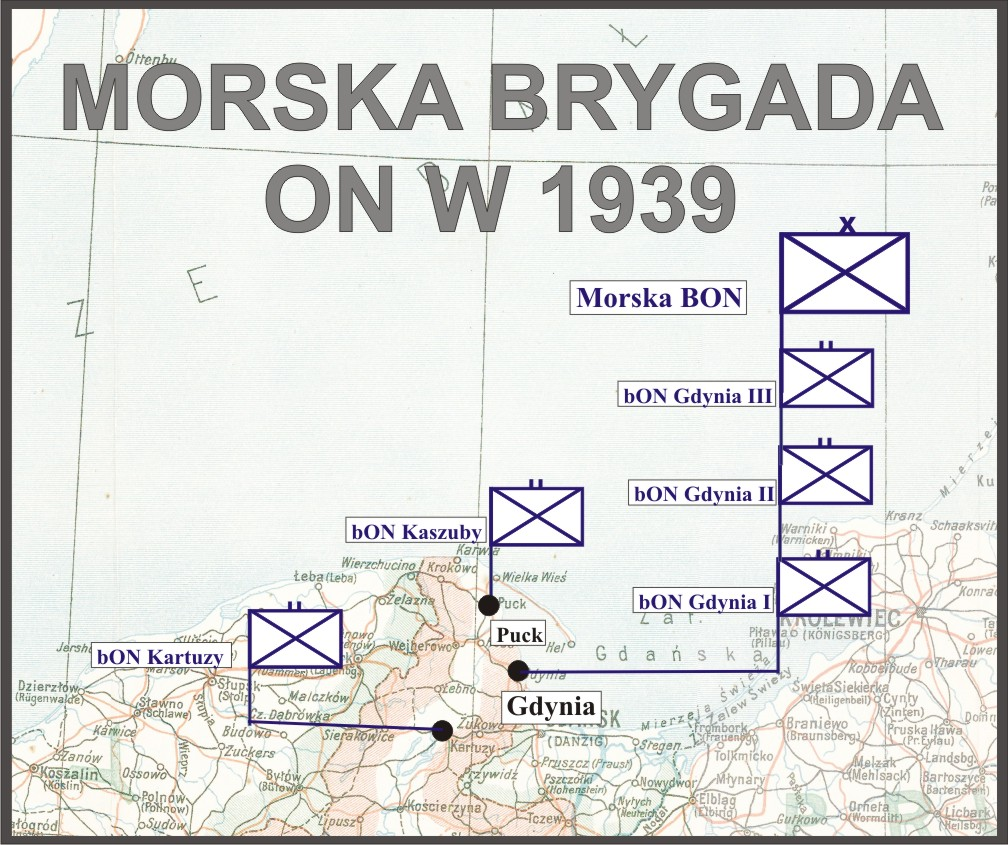
Morska Brygada ON

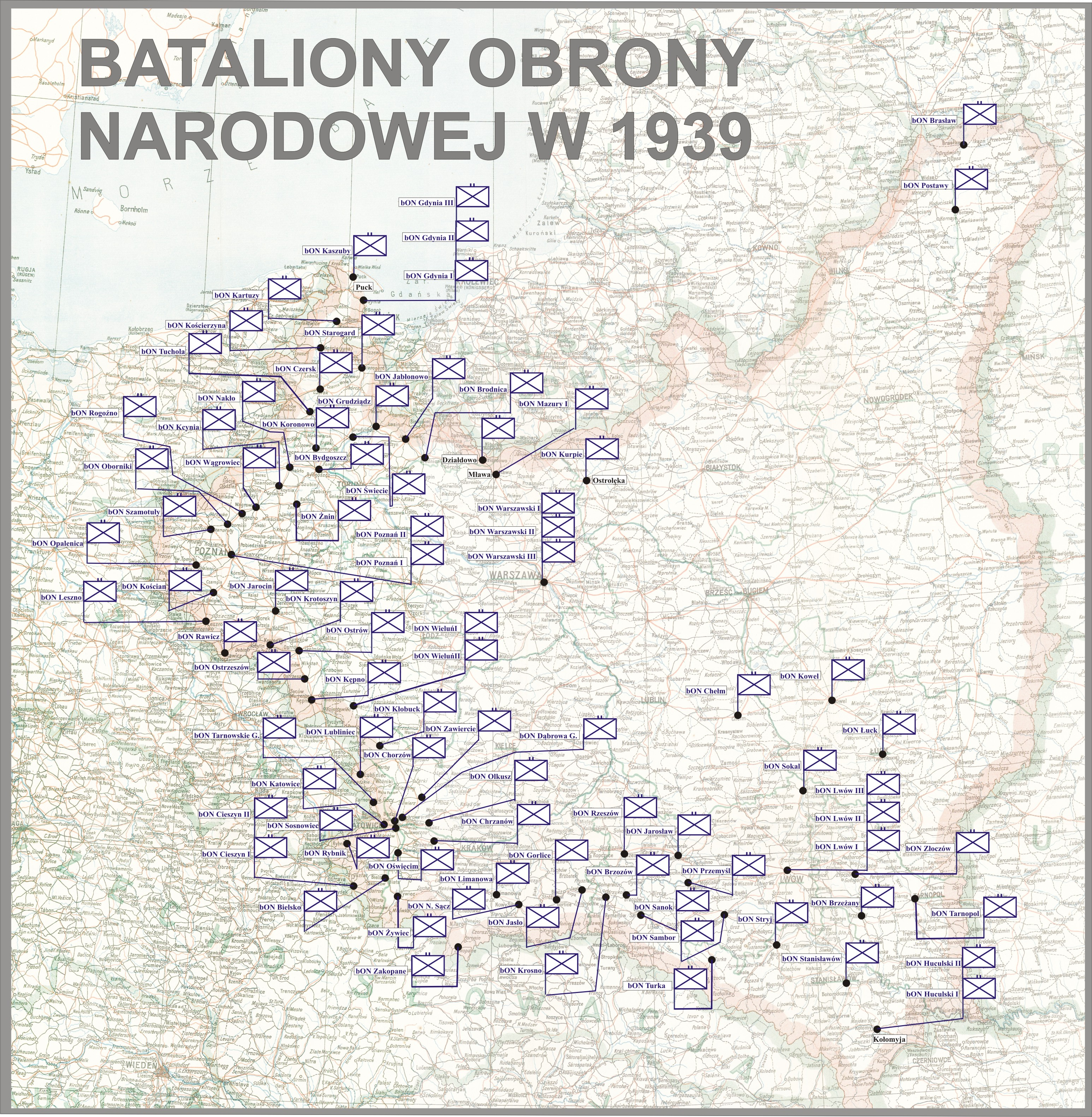
Obrona Narodowa w 1939

II Gdyński Batalion Obrony Narodowej (batalion ON „Gdynia II”) – pododdział piechoty Wojska Polskiego II RP.

## Historia batalionu
Batalion został sformowany jesienią 1937 roku, w Gdyni, w składzie Morskiej Brygady ON. W sierpniu 1939 roku jednostka została przeformowana według etatu batalionu ON typu IV. Pod względem mobilizacji materiałowej pododdział został przydzielony do 2 Morskiego batalionu strzelców w Gdyni.

## II Gdyński batalion ON w kampanii wrześniowej
Do godzin południowych 1 września 1939 batalion wchodził w skład Oddziału Wydzielonego „Kartuzy“ wraz z 4 morskim batalionem strzelców (wcześniej Kartuski batalion ON) i plutonu artylerii na lorach kolejowych. 1 września 1939 ok. godz. 13.00 batalion został podporządkowany dowódcy GO „Czersk” i w jej składzie rozpoczął kampanię wrześniową. Po otrzymaniu tego rozkazu batalion ok. godz. 16.00 podjął marsz z Kartuz do Kościerzyny, gdzie miał wejść w skład Oddziału Wydzielonego „Kościerzyna“ pod dowództwem ppłk. Jerzego Staniszewskiego. W godzinach nocnych 2 września batalion ON Gdynia II dotarł do Kościerzyny, po wycofaniu się głównych sił oddziału z miasta. Następnie zgodnie z rozkazem podjął dalszy marsz trasą na Stawiska i Starą Kiszawę. Batalion samotnie dalej maszerował zachodnim skrajem Borów Tucholskich. Tempo marszu znacznie spadło z uwagi na długość marszu, bez dłuższych odpoczynków. W trakcie marszu utracono wszelką łączność z dowództwami OW „Kościerzyna“ i GO „Czersk”. 3 września ok. godz. 16.00 (po dwóch dobach marszu) dotarł w okolice miejscowości Osie. W trakcie domarszu patrol polskich saperów wysadził na rzece Wda most w miejscowości Czarna Woda. Podczas przeprawy w bród na jej brzegu pozostawił cały tabor. Na lewym brzegu napotkano patrol 4 czołgów niemieckich. Z uwagi na brak broni przeciwpancernej, II Gdyński batalion wycofał się do lasu i obszedł wieś Osie, z uwagi na obecność w niej niemieckich jednostek. 4 września rano batalion pomaszerował w kierunku wschodnim. 5 września z uwagi na okrążenie batalionu, niemożliwe stało się wyjście batalionu na otwarty teren. W rejonie leśniczówki Kwiatki mjr Władysław Sikorski rozwiązał II Gdyński batalion ON, żołnierzom nakazał w grupach przedzierać się do Gdyni lub na południe w kierunku Bydgoszczy. Jedna z grup pod dowództwem kpt. Michała Ziobrowskiego dostała się do niewoli 13 września pod Nowym Mostkiem koło Koronowa

## Organizacja i obsada personalna[5]
- dowódca batalionu – mjr piech. Władysław II Sikorski[a]
- dowódca kompanii „Gdynia IV” – kpt. piech. Tadeusz Fritz[b]
- dowódca kompanii „Gdynia V” – kpt. piech. Michał Antoni Julian Ziobrowski[c]
- dowódca kompanii „Gdynia VI–Chylonia” – kpt. piech. Kazimierz Nowicki-Osuch[d]